# North Muskegon
North Muskegon é uma cidade localizada no estado americano de Michigan, no Condado de Muskegon.

## Demografia
Segundo o censo americano de 2000, a sua população era de 4031 habitantes.
Em 2006, foi estimada uma população de 3974, um decréscimo de 57 (-1.4%).

## Geografia
De acordo com o United States Census Bureau tem uma área de
10,6 km², dos quais 4,6 km² cobertos por terra e 6,0 km² cobertos por água.

## Localidades na vizinhança
O diagrama seguinte representa as localidades num raio de 16 km ao redor de North Muskegon.